# La Galera
La Galera es una localidad y municipio español situado en la parte central de la comarca del Montsiá, en la provincia de Tarragona, comunidad autónoma de Cataluña.

## Historia

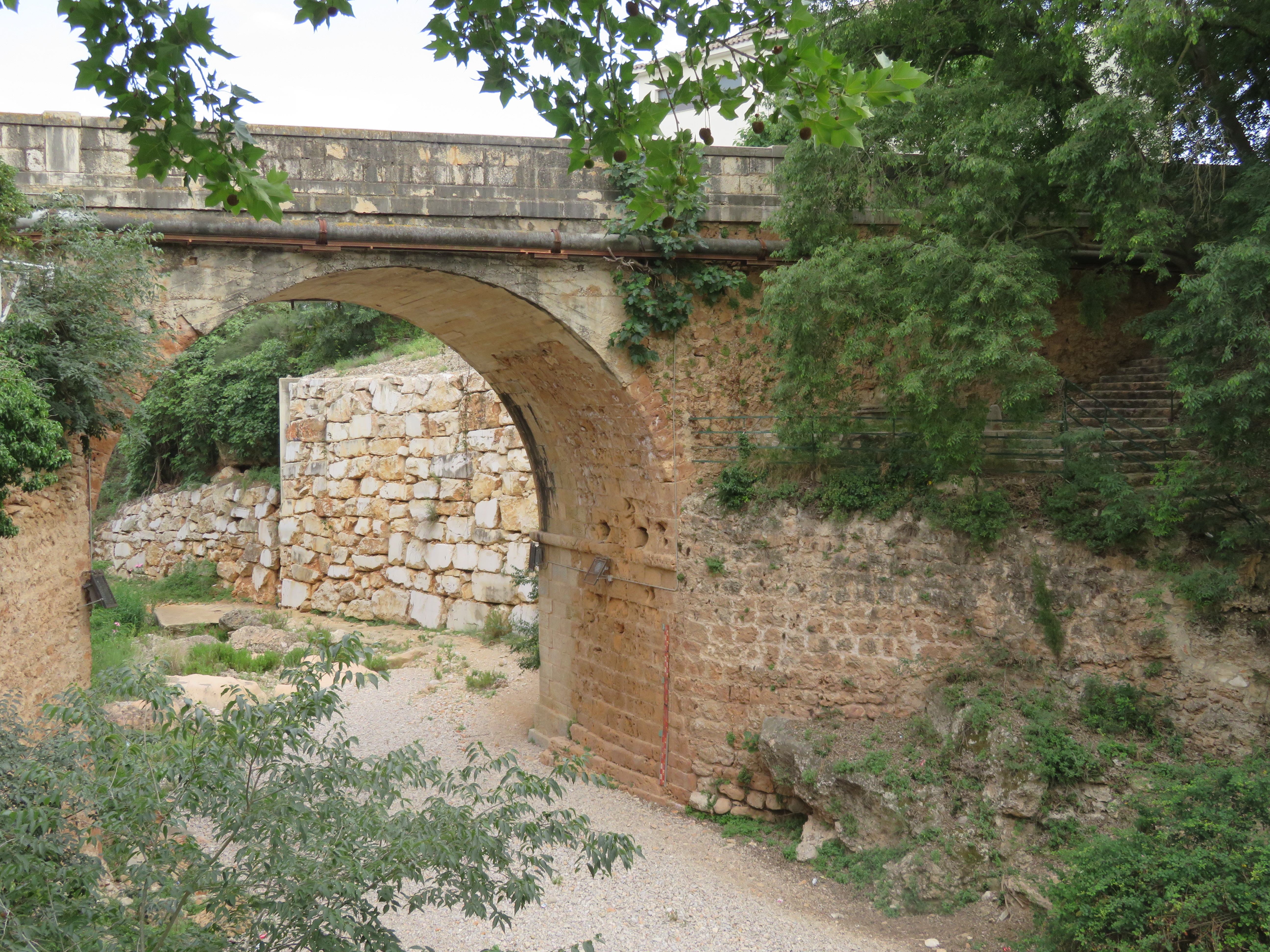
Puente de base romana sobre el barranco de la Galera.

Aunque no ha podido probarse de un modo documental, algunos historiadores creen que la Galera tiene un origen romano.
Sin embargo, las primeras noticias documentales sobre la villa son de 1320 cuando el rey Jaime II de Aragón autorizó el control del pueblo conocido como Pobla de la Galera al arzobispo de Tortosa. Se cree que la población ya había empezado a establecerse en el lugar desde 1303.

## Geografía humana

### Demografía
Cuenta con una población de 708 habitantes (INE 2024).
| Gráfica de evolución demográfica de La Galera entre 1842 y 2021 |
| |
| Población de derecho según los censos de población del INE Población de hecho según los censos de población del INEEn estos censos se denominaba Galera: 1857 y 1860 |

### Economía

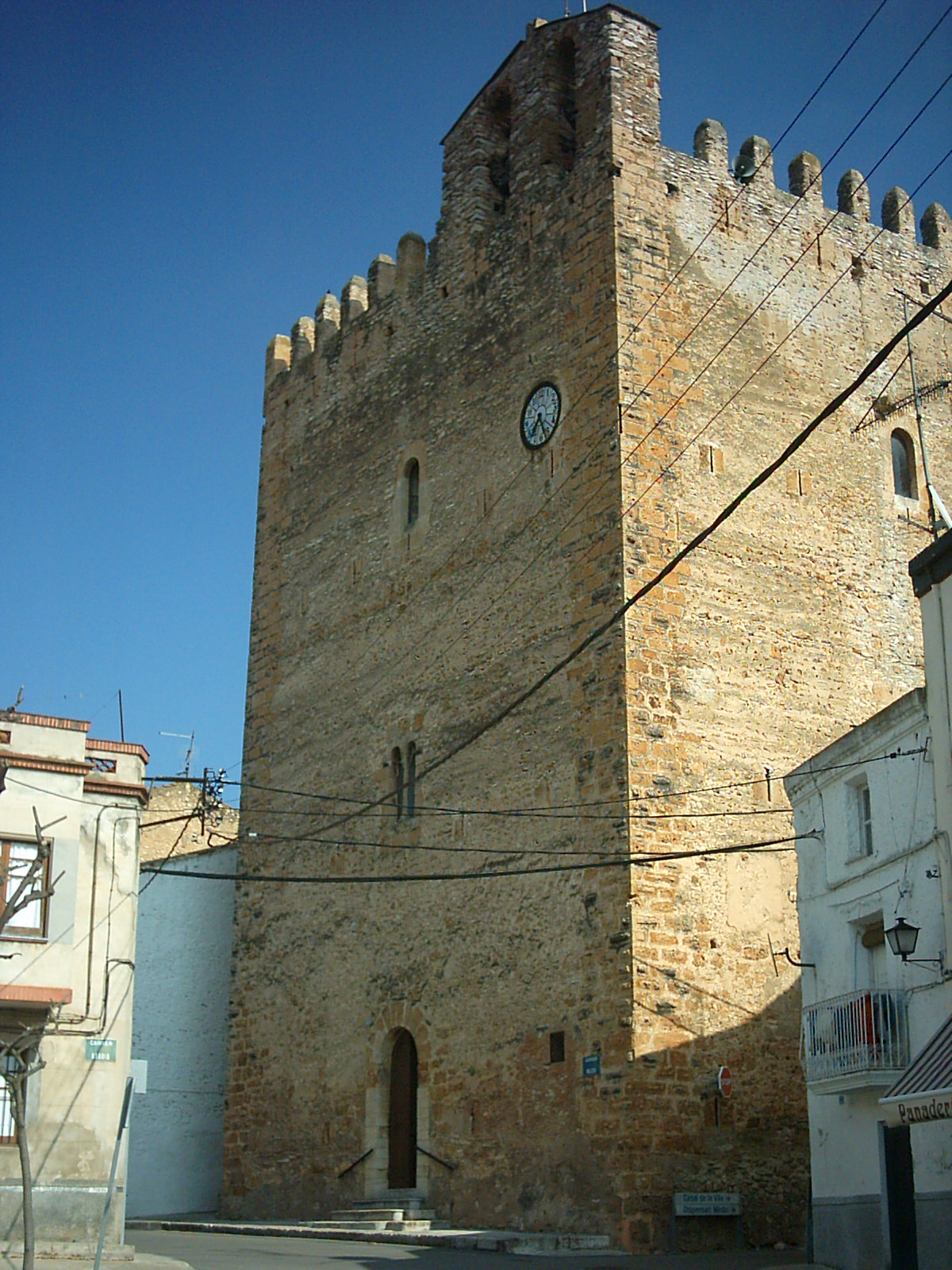
Torre de la iglesia

La principal actividad económica es la agricultura. Destaca el cultivo de olivos seguido del de algarrobos, y almendros.

## Patrimonio
El edificio más destacado es la Torre de la Galera. Se construyó en 1340 como torre de vigía y su construcción fue sufragada por la villa de Tortosa. Se trata de un edificio de planta rectangular y con una altura considerable. En 1684 se reformó su interior para convertirla en la iglesia parroquial, dedicada a San Lorenzo. Las obras de reforma del templo quedaron en suspenso durante la guerra de sucesión española, periodo durante el que la torre sirvió como caserna militar. La bendición de la nueva iglesia tuvo lugar el 15 de agosto de 1711.
Desde el siglo XVII se instalaron en La Galera maestros alfareros con lo que este oficio se ha convertido en una tradición en la localidad. El pueblo cuenta con un museo en el que se explica la elaboración de las piezas de barro. Durante el mes de mayo se celebra una feria de artesanía alfarera.
La Galera celebra su fiesta mayor de 8 al 13 de agosto, en honor de su patrón, San Lorenzo.

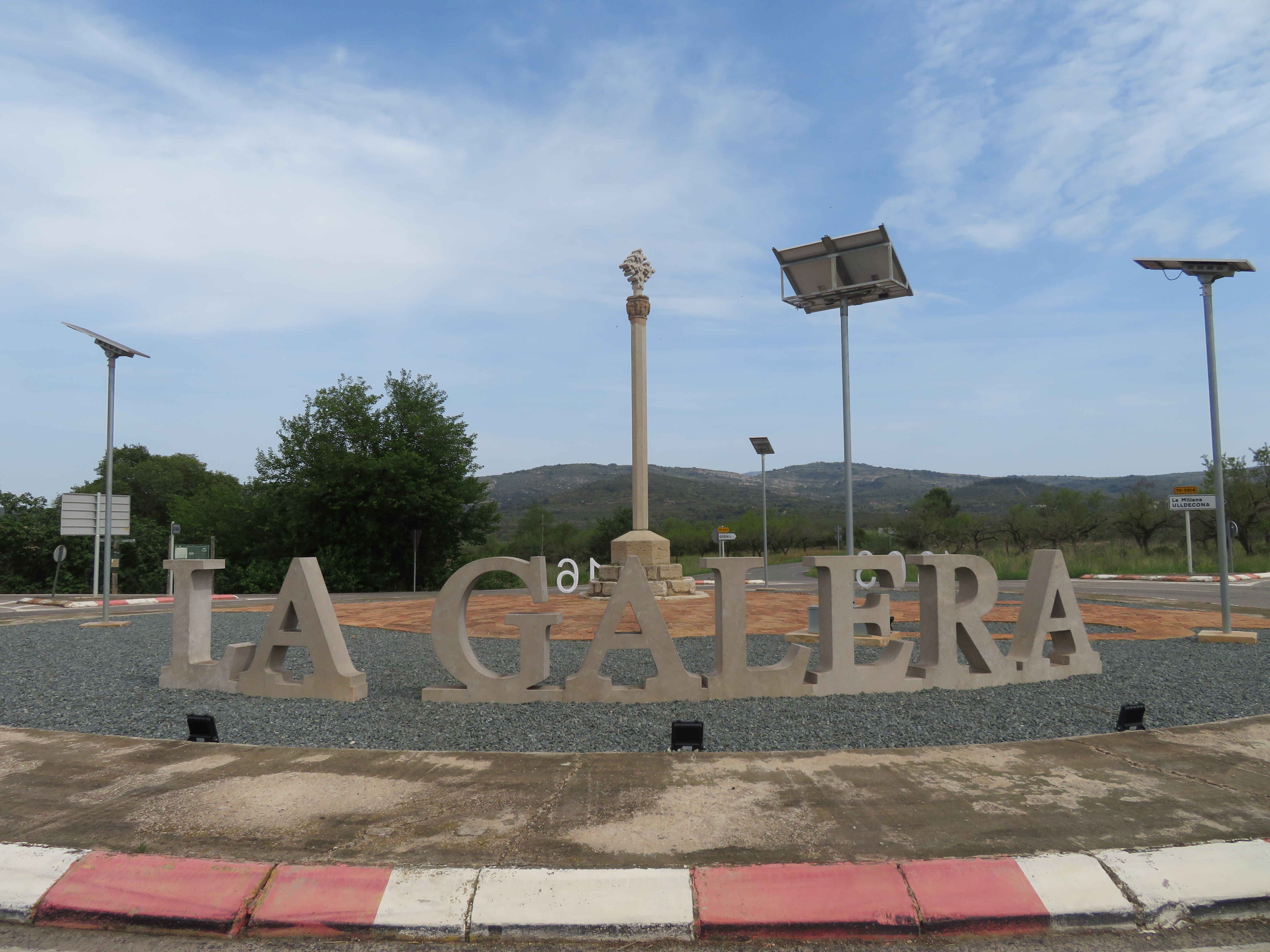
Llegada al municipio de La Galera.

## Cultura

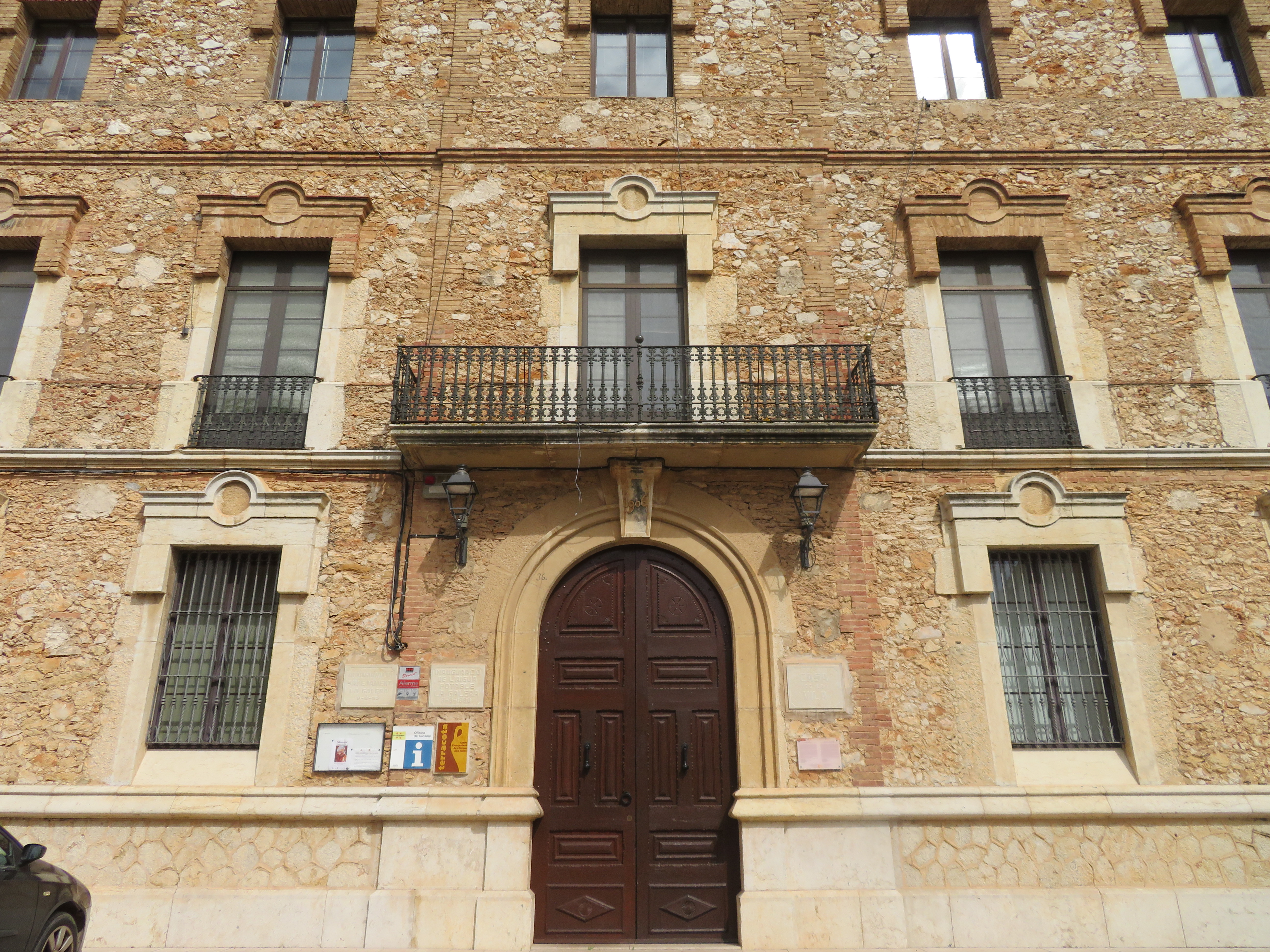
Ayuntamiento de La Galera (Tarragona).

19 de marzo, Fesolada popular de San José.
1 de mayo, Feria Internacional de la Alfarería y la Cerámica.
Mes de julio, ciclo de noches a la fresca.
10 de agosto, fiesta mayor de San Lorenzo.
Fiestas mayores de San Lorenzo, en agosto, semana coincidiendo con el día de San Lorenzo.
11 de septiembre, Día Nacional de Cataluña.

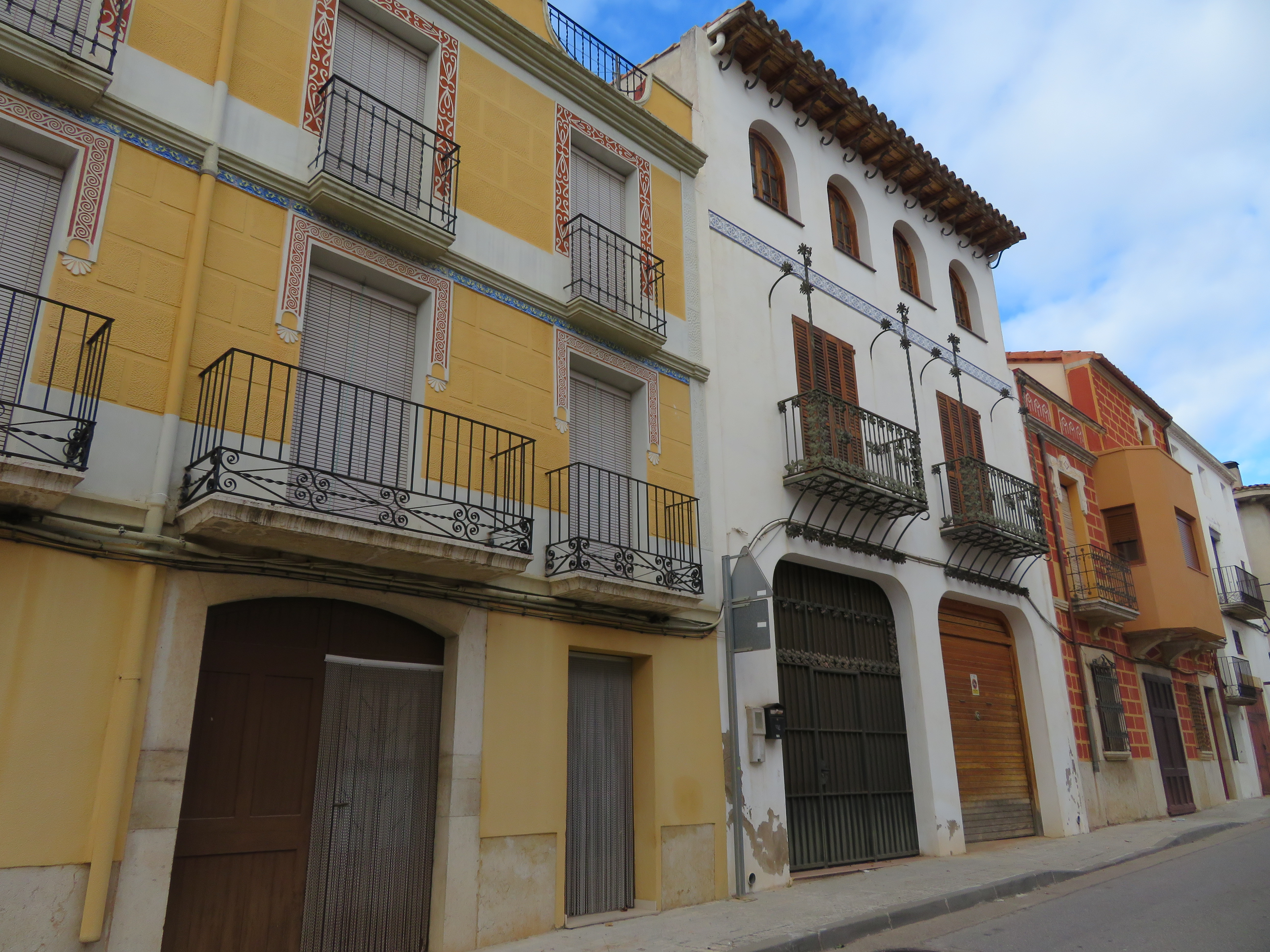
Calle Mayor

25/26 de septiembre, Semana Cultural Virgen de la Galera.

## Personas destacadas
- Miguel Ángel Villarroya Vilalta (JEMAD, Jefe del Estado Mayor de la Defensa)